# Тихвинское кладбище (Смоленск)
Тихвинское кладбище — кладбище в Смоленске. Объект культурного наследия регионального значения «Воинское кладбище 927 солдат и офицеров Советской Армии, погибших в 1941—1943 гг. при обороне и освобождении Смоленска».
Адрес: 214000, г. Смоленск, Россия, Витебское шоссе

## История
Тихвинское кладбище появилось в 19 веке. В 1775 году на кладбище силами местных жителей была построена церковь в честь Тихвинской иконы Божией матери.
В период Великой Отечественной войны при отступлении немцев храм был взорван. На местности Тихвинского кладбища велись ожесточенные бои, территория переходила многократно из рук в руки о чём на каменных надгробьях до сих пор остались следы от разрывов снарядов и пуль.

## Братские захоронения
- Братская могила железнодорожников, погибших при авиационном налёте на Смоленск 26 июня 1944 года.
- Братская могила павших в боях Великой Отечественной войны[3] Воинское захоронение обнесено оградой, внутри располагается чёрная стела, на ней высечены памятные слова «Доблестным советским воинам, павшим в боях за свободу и независимость нашей Родины. 1941—1945 гг.»[1]  Объект культурного наследия народов РФ регионального значения. Рег. № 671420328020005 (ЕГРОКН). Объект № 6700104000 (БД Викигида)

## Известные похороненные
- Богомолов, Михаил Дмитриевич (Виктор Кудимов) — писатель.  Объект культурного наследия народов РФ регионального значения. Рег. № 671510285240005 (ЕГРОКН). Объект № 6700102000 (БД Викигида)
- Борохов, Александр Исаакович — заслуженный врач Российской Федерации, доктор медицинских наук, профессор.
- Воронец, Ольга Борисовна — известная советская и российская певица в жанре народной и эстрадной музыки. Народная артистка РСФСР.
- Глущенко, Ефим Ефимович — полковник авиации, заслуженный военный летчик СССР.
- Грачёв, Василий Иванович — известный смоленский историк.
- Давыдова, Антонина Григорьевна — психиатр, доктор медицинских наук, профессор.
- Женчевский, Виктор Дмитриевич — кардиолог, заслуженный врач РФ,
- Калашников, Василий Андреевич — российский и советский педагог и общественный деятель, первый учитель Владимира Ульянова.  Объект культурного наследия народов РФ регионального значения. Рег. № 671510208620005 (ЕГРОКН). Объект № 6700103000 (БД Викигида)
- Карпов, Стефан Архипович — Герой Советского Союза, похоронен в братской могиле на территории кладбища.
- Макаренков, Александр Андреевич — генерал-майор МВД СССР, начальник УВД Смоленского облисполкома.
- Муравьёв, Евгений Васильевич — заслуженный работник культуры РСФСР, смоленский краевед.
- Пляшкевич, Василий Иванович — психиатр, доктор медицины, профессор.
- Светильников, Дмитрий Николаевич — заслуженный артист РСФСР, директор Смоленского областного кукольного театра, названного его именем.
- Шароварин, Анатолий Трофимович — заслуженный учитель школы РСФСР, директор средней школы № 20 города Смоленска.